# Lehmisaari (ö i Norra Österbotten, Uleåborg)
Lehmisaari är en ö i Finland. Den ligger i Kiminge älv och i kommunen Uleåborg i den ekonomiska regionen  Uleåborgs ekonomiska region  och landskapet Norra Österbotten, i den centrala delen av landet, 500 km norr om huvudstaden Helsingfors. Öns area är 4,4 hektar och dess största längd är 380 meter i öst-västlig riktning.